# Z̈
Cette page contient des caractères spéciaux ou non latins. S’ils s’affichent mal (▯, ?, etc.), consultez la page d’aide Unicode.
Z̈ (minuscule : z̈), appelé Z tréma, est une lettre additionnelle latine utilisé dans l’écriture du chipaya, de l’inga, et du mam. Elle est aussi utilisée dans la romanisation ISO 9.
Il s’agit de la lettre Z diacritée d’un tréma.

## Utilisation
Dans l’ISO 9, ‹ Z̈, z̈ › translittère le zé tréma ‹ Ӟ, ӟ ›.
En mam, le z tréma est utilisé dans le digramme ‹ tz̈ › et le trigramme ‹ tz̈’ › de l’orthographe de la SIL.

## Représentations informatiques
Le Z tréma peut être représente avec les caractères Unicode suivants :
- décomposé (latin de base, diacritiques) :

| formes    | représentations | chaînes de caractères | points de code | descriptions                                |
| --------- | --------------- | --------------------- | -------------- | ------------------------------------------- |
| capitale  | Z̈               | Z◌̈                    | U+005A U+0308  | lettre majuscule latine z diacritique tréma |
| minuscule | z̈               | z◌̈                    | U+007A U+0308  | lettre minuscule latine z diacritique tréma |